# Varanus yuwonoi
Varanus yuwonoi este o specie de reptile din genul Varanus, familia Varanidae, descrisă de Harvey și Barker 1998. Conform Catalogue of Life specia Varanus yuwonoi nu are subspecii cunoscute.